# Arne W. Pedersen
Arne Werner Pedersen (* 7. September 1917 in Kopenhagen, Dänemark; † 11. Juli 1959 in Esbjerg, Dänemark) war ein dänischer Radrennfahrer.
1936 startete Arne W. Pedersen bei den Olympischen Spielen in Berlin und wurde Fünfter im 1000-Meter-Zeitfahren, in der Mannschaftsverfolgung wurde er mit seinem Team als 8. klassiert. Als Amateur startete er für den Verein DBC Kopenhagen. Zweimal nahm er an der Deutschland-Rundfahrt teil: 1938 wurde er Sechster der Gesamtwertung.
1938 wurde Andersen Profi und in den folgenden Jahren viermal dänischer Meister in der Einerverfolgung. In dieser Disziplin startete er 1946 bei den Bahn-Weltmeisterschaften in Zürich und belegte Rang drei.
Pedersen fuhr vier Sechstagerennen und gewann 1948 das in Washington mit Émile Bruneau.
Sein richtiger Name war eigentlich Arne Pedersen. Laut einer Anekdote soll sich Pedersens Vater für einige Zeit zum Goldschürfen in den Vereinigten Staaten aufgehalten haben, währenddessen brachte seine Frau einen Sohn zur Welt. Ihr Mann habe ihr geschrieben, der Junge solle „Withlove“ getauft werden. Der Bruder starb im Alter von 21 Jahren. Da es mehrere Arne Pedersens im dänischen Radsport gab, nahm Arne zur Unterscheidung und zur Erinnerung an seinen Bruder das „W.“ an. In einigen Quellen wird sein Name jedoch als Arne-Werner Pedersen angegeben.